# メキシコ・ペソ
メキシコ・ペソ（Peso mexicano）は、メキシコの通貨である。
ISO 4217 コードは、1993年のデノミ以降はMXN。デノミ直後は新ペソ (nuevo peso) と称していたため、3文字目（通貨名称の頭文字）が「N」になっている。デノミ前のコードはMXP。
通貨記号は「$」だが、隣国の米ドルと混同されやすいため、Mex$と表記されることもある。日本での略称は墨ペソ（ぼくペソ、メキシコの漢字表記「墨西哥」に由来）。
デノミ前・デノミ後ともに、補助通貨としてセンターボがあり、1ペソは100センターボである。センターボも通貨記号として¢を用いるので混同しやすい。

## 硬貨・紙幣
硬貨は10¢, 20¢, 50¢, $1, $2, $5, $10が一般に良く使われるが、5¢, $20, $50, $100硬貨もある。最新版の材質は50¢以下がステンレス、$1以上がバイメタル貨である。
紙幣には$20, $50, $100, $200, $500, $1000がある。ポリマー紙幣であり、最新版の$50, $100の両面及び$20の裏面は縦長のデザインとなっている。

## 歴史

### 旧ペソ
1821年の独立後もしばらくは、スペインの通貨が流通していた。当時のスペインは、「1エスクード = 2ペソ = 16レアル」を通貨体系としていた。
しかし、1863年のセンターボ（1/100ペソ）硬貨、1866年のペソ硬貨を初めとして、段階的に独自通貨が発行された。
ペソの価値は長らく安定していたが、1970年代から急速にインフレが進行し、大きく価値を下げた。

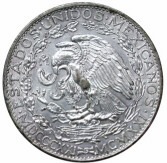
1921年の2ペソ（旧ペソ）銀貨。

### 新ペソ
1993年1月1日、1/1000のデノミが行われ、新ペソ (nuevo peso) が導入された。
1996年1月1日に通貨名称はペソに戻された。ただし、ISOコードは新ペソに与えられたMXNのままである。
2021年に刷新され、その中の50ペソ紙幣は国際銀行券協会が表彰する the Banknote of the Year 2021 を受賞した。この50ペソ紙幣は、表面はアステカの首都テノチティトランと国立宮殿から発見された石造の神殿のミニチュア聖戦のテオカリにある絵柄、裏面はメキシコ人が食用としたトウモロコシとメキシコサンショウウオを絵柄としている。

## 為替レート
対ドルレート